# 赤沢仁兵衛
赤沢 仁兵衛（あかざわ にへい、天保8年10月10日（1837年11月7日） - 大正9年（1920年）3月6日）は、赤沢式栽培法の開発で知られる農業技術者。「川越の甘藷先生」とも呼ばれる。サツマイモはどのような条件下でもある程度はできる作物なので、栽培法を研究した人物はいなかったが、仁兵衛は徹底的に栽培方法を研究し、農村に増収をもたらした。赤沢式栽培法は今日でも基本的に継承されており、小学校の道徳教育の時間に用いられる教科書でも取り上げられることが多い。

## 略歴
1837年（天保8年）、武蔵国入間郡今福村（現埼玉県川越市）に赤沢又助の三男として生まれる。
1865年（慶応元年）3月、赤沢家の本家にあたる赤沢伊兵衛の長女・千代と結婚し婿養子となる。赤沢家は大きな負債（当時の金額で800円）を抱えており、畑や山林も抵当に入れられた状態であったため、翌1866年2月から当時最も有利な商品作物となっていたサツマイモの栽培栽培の研究に取り組んだ。
明治の初めには、育苗法、高うね栽培法、堆肥と米ぬか灰を使った施肥法を確立。従来の数倍の増収が可能となった。あまりにも多収量だったため、1871年（明治4年）にはそれを妬んだ者から盗んでいるのではないかと川越県役所（当時）に訴えがあり、妻の千代は激怒して畑を調査するよう直訴した。役人が調査したところ、仁兵衛の畑は平年作でも他の者の2倍の収量があることが分かり激励を受けたという。
約40年をかけて人手に渡っていた居宅を買い戻し、借金も完済し、明治末年までには畑は約4倍、山林は約2倍に広がり豪農と呼ばれるようになった。
1910年（明治43年）3月、「赤沢仁兵衛実験甘藷栽培法」を出版。以降、版を重ねた。また講習会によって各地に広めた。
1920年（大正9年）3月6日、没する。享年84。
長男の久松もサツマイモの栽培方法の研究を重ねた。赤沢式栽培法（増収法）は世界的にも当時の栽培技術の最高峰で、今日でもなお通用するものが多く、川越名物「芋掘り観光」が川越今福で隆盛を迎えることにもなった。

## 著書
- 「赤沢仁兵衛実験甘藷栽培法」は『明治農書全集』（農山漁村文化協会刊）の第4巻に収められている。